# Telefonbog
En telefonbog eller en vejviser er en bog, der samler telefonabonnenter i et bestemt geografisk område (ofte en kommune eller region) efter navne, adresser og telefonnumre opsat i en alfabetisk orden. Nogle telefonbøger har desuden en numerisk liste over telefonnumrene. Ofte er telefonbogen opdelt i en 'hvid' del med private og en 'gul' med virksomheder. De fleste telefonbøger rummer desuden kort over udgivelsesområdet, og mange desuden oplysninger fra f.eks. stat og kommune.
Den første danske telefonbog kom i 1883 og var et lille hefte, man kunne stikke i lommen.
I Danmark sad TDC Forlags De Gule Sider og Mostrups Den Grønne Vejviser tidligere tungt på udgivelsen af telefonbøger, men i de senere årtier er flere aktører kommet til, bl.a. udgiver flere bladhuse nu også lokale telefonbøger, ligesom TDC har frasolgt sine forlagsaktiviteter til European Directories.
Nogle telefonbøger får deres oplysninger fra teleselskaberne, mens andre, f.eks. Mostrups, henter dem fra folkeregistret.
Flere udgivere af telefonbøger har udnyttet deres omfattende oplysninger om navne, adresser og telefonnumre til at etablere elektroniske søgetjenester på Internettet. Fordelen ved disse er, at de er landsdækkende, og at man ikke behøver at nøjes med at søge på navnet som i den fysiske telefonbog. Man kan både søge på navn, adresse og telefonnummer, eller kombinationer af disse. Samtidig kan man ofte begrænse søgningen til en bestemt landsdel.

## Danske onlinetelefonbøger
- http://118.dk (TDC)
- http://krak.dk/person/
- https://www.degulesider.dk/person